# Haló noviny
Haló noviny (deutsch: Hallo Zeitung) war eine in der Tschechischen Republik erscheinende Zeitung, die bis April 2022 montags bis samstags täglich erschien. Im Mai 2022 wurde sie von der wöchentlich erscheinenden Zeitung Naše pravda (deutsch: Unsere Wahrheit) abgelöst. Redaktionssitz und Erscheinungsort war Prag.
Die Zeitung war de facto Parteiorgan der Kommunistischen Partei Böhmens und Mährens (KSČM), welche die herausgebende Aktiengesellschaft Futura, a.s. besitzt. Der Name der Zeitung entspricht älteren kommunistischen Titeln aus der Zwischenkriegszeit.
Auf den Seiten der Haló noviny wurden häufig Standpunkte der KSČM und ihr nahestehende Meinungen abgedruckt. Kritisch wurde über die Marktwirtschaft und die derzeitige politische Führung berichtet, ebenso über die amerikanische Politik und die Europäische Integration. Weitestgehend unkritisch wurden Staaten wie Kuba oder Nordkorea dargestellt.